# Nine Lives (álbum de Aerosmith)
| Críticas profissionais | Críticas profissionais |
| Avaliações da crítica  | Avaliações da crítica  |
| Fonte                  | Avaliação              |
| ---------------------- | ---------------------- |
| allmusic               | [ 1 ]                  |
| Rolling Stone          | [ 2 ]                  |
| Entertainment Weekly   | B−                     |

Nine Lives é o décimo segundo álbum de estúdio da banda de hard rock Aerosmith, lançado em 1997.
O disco vendeu cerca de 3 milhões de cópias em todo o mundo,[carece de fontes?] foi indicado o Grammy Awards de melhor Álbum de Rock e teve sucessos nas rádios como "Falling in Love (Is Hard on the Knees)", "Hole in My Soul", "Full Circle" e "Pink".

## Faixas
Existem seis versões desse álbum 
Estados Unidos
1. "Nine Lives" (Steven Tyler, Joe Perry, Marti Frederiksen) – 4:01
2. "Falling in Love (Is Hard on the Knees)" (Tyler, Perry, Glen Ballard) – 3:26
3. "Hole in My Soul" (Tyler, Perry, Desmond Child) – 6:10
4. "Taste of India" (Tyler, Perry, Ballard) – 5:53
5. "Full Circle" (Tyler, Taylor Rhodes) – 5:01
6. "Something's Gotta Give" (Tyler, Perry, Frederiksen) – 3:37
7. "Ain't That a Bitch" (Tyler, Perry, Child) – 5:25
8. "The Farm" (Tyler, Perry, Mark Hudson, Steve Dudas) – 4:27
9. "Crash" (Tyler, Perry, Hudson, Dominik Miller) – 4:26
10. "Kiss Your Past Good-Bye" (Tyler, Hudson) – 4:32
11. "Pink" (Tyler, Richard Supa, Ballard) – 3:55
12. "Attitude Adjustment" (Tyler, Perry, Frederiksen) – 3:45
13. "Fallen Angels" (Tyler, Perry, Supa) – 8:18

Internacional
1. "Nine Lives" (Steven Tyler, Joe Perry, Marti Frederiksen) – 4:01
2. "Falling in Love (Is Hard on the Knees)" (Tyler, Perry, Glen Ballard) – 3:26
3. "Hole in My Soul" (Tyler, Perry, Desmond Child) – 6:10
4. "Taste of India" (Tyler, Perry, Ballard) – 5:53
5. "Full Circle" (Tyler, Taylor Rhodes) – 5:01
6. "Something's Gotta Give" (Tyler, Perry, Frederiksen) – 3:37
7. "Ain't That a Bitch" (Tyler, Perry, Child) – 5:25
8. "The Farm" (Tyler, Perry, Mark Hudson, Steve Dudas) – 4:27
9. "Crash" (Tyler, Perry, Hudson, Dominik Miller) – 4:26
10. "Kiss Your Past Good-Bye" (Tyler, Hudson) – 4:32
11. "Pink" (Tyler, Richard Supa, Ballard) – 3:55
12. "Falling Off" (Tyler, Perry, Frederiksen) - 3:02
13. "Attitude Adjustment" (Tyler, Perry, Frederiksen) – 3:45
14. "Fallen Angels" (Tyler, Perry, Supa) – 8:18

Japão
1. "Nine Lives" (Steven Tyler, Joe Perry, Marti Frederiksen) – 4:01
2. "Falling in Love (Is Hard on the Knees)" (Tyler, Perry, Glen Ballard) – 3:26
3. "Hole in My Soul" (Tyler, Perry, Desmond Child) – 6:10
4. "Taste of India" (Tyler, Perry, Ballard) – 5:53
5. "Full Circle" (Tyler, Taylor Rhodes) – 5:01
6. "Something's Gotta Give" (Tyler, Perry, Frederiksen) – 3:37
7. "Ain't That a Bitch" (Tyler, Perry, Child) – 5:25
8. "The Farm" (Tyler, Perry, Mark Hudson, Steve Dudas) – 4:27
9. "Crash" (Tyler, Perry, Hudson, Dominik Miller) – 4:26
10. "Kiss Your Past Good-Bye" (Tyler, Hudson) – 4:32
11. "Pink" (Tyler, Richard Supa, Ballard) – 3:55
12. "Falling Off" (Tyler, Perry, Frederiksen) - 3:02
13. "Fall Together" (Tyler, Hudson, Greg Wells, Dean Grakal) - 4:38
14. "Attitude Adjustment" (Tyler, Perry, Frederiksen) – 3:45
15. "Fallen Angels" (Tyler, Perry, Supa) – 8:18

Japão - Re-lançamento com CD Bônus 1998
CD 1
1. "Nine Lives" (Steven Tyler, Joe Perry, Marti Frederiksen) – 4:01
2. "Falling in Love (Is Hard on the Knees)" (Tyler, Perry, Glen Ballard) – 3:26
3. "Hole in My Soul" (Tyler, Perry, Desmond Child) – 6:10
4. "Taste of India" (Tyler, Perry, Ballard) – 5:53
5. "Full Circle" (Tyler, Taylor Rhodes) – 5:01
6. "Something's Gotta Give" (Tyler, Perry, Frederiksen) – 3:37
7. "Ain't That a Bitch" (Tyler, Perry, Child) – 5:25
8. "The Farm" (Tyler, Perry, Mark Hudson, Steve Dudas) – 4:27
9. "Crash" (Tyler, Perry, Hudson, Dominik Miller) – 4:26
10. "Kiss Your Past Good-Bye" (Tyler, Hudson) – 4:32
11. "Pink" (Tyler, Richard Supa, Ballard) – 3:55
12. "Falling Off" (Tyler, Perry, Frederiksen) - 3:02
13. "Fall Together" (Tyler, Hudson, Greg Wells, Dean Grakal) - 4:38
14. "Attitude Adjustment" (Tyler, Perry, Frederiksen) – 3:45
15. "Fallen Angels" (Tyler, Perry, Supa) – 8:18

CD 2
1. "Sweet Emotion" (Tyler, Hamilton) - Remix – 4:39
2. "Rockin' Pneumonia and the Boogie Woogie Flu" (Smith) – 2:56
3. "Subway" (Whitford, Hamilton, Kramer) Instrumental – 3:31
4. "Circle Jerk" (Whitford) Instrumental – 3:42
5. "Dream On" (Tyler) - MTV Anniversary – 5:43

Internacional - Re-lançamento 1999
1. "Nine Lives" (Steven Tyler, Joe Perry, Marti Frederiksen) – 4:01
2. "Falling in Love (Is Hard on the Knees)" (Tyler, Perry, Glen Ballard) – 3:26
3. "Hole in My Soul" (Tyler, Perry, Desmond Child) – 6:10
4. "Taste of India" (Tyler, Perry, Ballard) – 5:53
5. "Full Circle" (Tyler, Taylor Rhodes) – 5:01
6. "Something's Gotta Give" (Tyler, Perry, Frederiksen) – 3:37
7. "Ain't That a Bitch" (Tyler, Perry, Child) – 5:25
8. "The Farm" (Tyler, Perry, Mark Hudson, Steve Dudas) – 4:27
9. "Crash" (Tyler, Perry, Hudson, Dominik Miller) – 4:26
10. "Kiss Your Past Good-Bye" (Tyler, Hudson) – 4:32
11. "Pink" (Tyler, Richard Supa, Ballard) – 3:55
12. "Falling Off" (Tyler, Perry, Frederiksen) - 3:02
13. "Attitude Adjustment" (Tyler, Perry, Frederiksen) - 3:45
14. "Fallen Angels" (Tyler, Perry, Supa) - 8:18
15. "I Don't Want to Miss a Thing" (Diane Warren) - 4:56

Australia - Bonus CD 1999
CD 1
1. "Nine Lives" (Steven Tyler, Joe Perry, Marti Frederiksen) – 4:01
2. "Falling in Love (Is Hard on the Knees)" (Tyler, Perry, Glen Ballard) – 3:26
3. "Hole in My Soul" (Tyler, Perry, Desmond Child) – 6:10
4. "Taste of India" (Tyler, Perry, Ballard) – 5:53
5. "Full Circle" (Tyler, Taylor Rhodes) – 5:01
6. "Something's Gotta Give" (Tyler, Perry, Frederiksen) – 3:37
7. "Ain't That a Bitch" (Tyler, Perry, Child) – 5:25
8. "The Farm" (Tyler, Perry, Mark Hudson, Steve Dudas) – 4:27
9. "Crash" (Tyler, Perry, Hudson, Dominik Miller) – 4:26
10. "Kiss Your Past Good-Bye" (Tyler, Hudson) – 4:32
11. "Pink" (Tyler, Richard Supa, Ballard) – 3:55
12. "Falling Off" (Tyler, Perry, Frederiksen) - 3:02
13. "Attitude Adjustment" (Tyler, Perry, Frederiksen) – 3:45
14. "Fallen Angels" (Tyler, Perry, Supa) – 8:18

CD 2
1. "I Don't Want to Miss a Thing" (Diane Warren) - 4:56
2. "I Don't Want to Miss a Thing" (Diane Warren) - Rock Mix - 4:56
3. "Taste of India" (Tyler, Perry, Ballard) – Rock Mix - 5:53
4. "Animal Crackers" (Diane Warren) – Rock Mix - 2:36

## Arte
O encarte do Nine Lives contem 12 figuras (incluindo as capas). Cada imagem contém uma versão menor da anterior. A primeira imagem está contida na última, criando um loop infinito.

## Presença em "Zazá Internacional" (1997)
A canção "Hole In My Soul" foi incluída na trilha sonora internacional da novela "Zazá" da TV Globo, exibida entre 1997/1998.

## Integrantes
- Tom Hamilton - baixo
- Joey Kramer - bateria
- Joe Perry - guitarra, percussão, backing vocais
- Steven Tyler -  gaita, percussão, teclado, vocais, flauta
- Brad Whitford - guitarra, guitarra-base

## Charts
Album - Billboard (EUA)
| Ano  | Chart               | Posição |
| ---- | ------------------- | ------- |
| 1997 | The Billboard 200   | 1       |
| 1997 | Top Canadian Albums | 2       |

Singles - Billboard (EUA)
| Ano  | Single                                   | Chart                  | Posição |
| ---- | ---------------------------------------- | ---------------------- | ------- |
| 1997 | "Falling in Love (Is Hard on the Knees)" | Mainstream Rock Tracks | 1       |
| 1997 | "Falling in Love (Is Hard on the Knees)" | Top 40 Mainstream      | 29      |
| 1997 | "Falling in Love (Is Hard on the Knees)" | The Billboard Hot 100  | 36      |
| 1997 | "Hole in My Soul"                        | Mainstream Rock Tracks | 4       |
| 1997 | "Hole in My Soul"                        | The Billboard Hot 100  | 51      |
| 1997 | "Hole In My Soul"                        | Top 40 Mainstream      | 63      |
| 1997 | "Nine Lives"                             | Mainstream Rock Tracks | 37      |
| 1997 | "Pink"                                   | Mainstream Rock Tracks | 1       |
| 1997 | "Pink"                                   | Top 40 Mainstream      | 23      |
| 1997 | "Taste of India"                         | Mainstream Rock Tracks | 3       |
| 1998 | "Pink"                                   | The Billboard Hot 100  | 27      |

## Certificações
| Organização   | Nível      | Data               |
| ------------- | ---------- | ------------------ |
| RIAA - EUA    | Ouro       | 16 de Maio de 1997 |
| RIAA - EUA    | Platina    | 6 de Maio de 1997  |
| RIAA - EUA    | 2× Platina | 8 de Junho de 1998 |
| ABPD - Brasil | Ouro       | 1999               |
| ABPD - Brasil | Platina    | 2007               |

## Prêmios
Grammy Awards
| Ano  | Vencedor | Categoria                                                             |
| ---- | -------- | --------------------------------------------------------------------- |
| 1998 | "Pink"   | "Grammy Award for Best Rock Performance by a Duo or Group with Vocal" |